# Cutervo nationalpark
Cutervo nationalpark (spanska:   Parque Nacional de Cutervo) är en nationalpark i nordvästra Peru, i Cajamarca. 
Nationalparken är 8 214 hektar stor och inrättades i september 1961. Den blev då det första skogsområdet i Peru som skyddades. Området skyddades främst för att värna en speciell fågel, guacharon, eller oljefågeln. Där förekommer också glasögonbjörn och bergstapir.